# Angela Di Cosimo
Angela Di Cosimo (Roma, 9 giugno 1976) è una ballerina italiana.

## Biografia
Esordisce in televisione nel 1991, a quindici anni, nel programma di Canale 5 "Non è la RAI", dove rimarrà per tutta la durata dello spettacolo, fino al 30 giugno 1995. È stata una delle ragazze più note del programma, dove ha avuto modo di esibirsi in numerose coreografie e canzoni e partecipato a tutti gli spin off del programma, tra cui Bulli & pupe, programma condotto da Paolo Bonolis in prima serata nell'estate 1992, i preserali "Primadonna" e "Rock 'n' Roll", gli speciali di Capodanno 1991 e 1992 e alcune prime serate nella primavera del 1992.
Nel 1995, terminata la quarta ed ultima edizione del programma, nella quale ha vinto il televoto indetto per eleggere la più brava ballerina del programma, passa in RAI diventando una delle ballerine dello show del sabato sera "Carramba che sorpresa", condotto da Raffaella Carrà. Nell'estate successiva è invece nel corpo di ballo del programma pomeridiano "Gelato al limone", mentre nella stagione 1996/1997 è ballerina del varietà della domenica RAI, Domenica In. Sempre in quella stagione, torna a lavorare al fianco di Bonolis per l'edizione 1997 del varietà "I cervelloni".
Nel settembre di quell'anno torna in Mediaset, dove diventa membro del coro di Sarabanda, programma di grande successo di Italia 1. Rimane a Sarabanda per tre anni, fino al 2000.
Nel 2001 e nel 2005 partecipa agli speciali commemorativi "Non era la RAI" e "Non è la RAI - speciale", mentre nel 2006 torna in televisione, nel corpo di ballo del programma di Rai 2 Libero, insieme ad altre ragazze di "Non è la RAI".

## Televisione
- Non è la Rai (Canale 5, 1991-1993; Italia 1, 1993-1995)
- Primadonna (Italia 1, 1991)
- Capodanno con Canale 5 (Canale 5, 1991-1992, 1992-1993)
- Serata d'amore per San Valentino (Canale 5, 1992)
- Carnevale con Canale 5 (Canale 5, 1992)
- La notte della bellezza (Canale 5, 1992)
- La grande festa di Non è la Rai (Canale 5, 1992)
- Bulli & pupe (Canale 5, 1992)
- Rock 'n' Roll (Italia 1, 1993)
- Carramba che sorpresa (Rai 1, 1995)
- Gelato al limone (Rai 2, 1996)
- Domenica In (Rai 1, 1996-1997)
- I cervelloni (Rai 1, 1997)
- Sarabanda (Italia 1, 1997-2000)
- Non era la Rai (Italia 1, 2001)
- Non è la Rai speciale (Happy Channel, 2005)
- Libero (Rai 2, 2006)
- Domenica Cinque (Canale 5, 2009-2010)